# شورای عالی پشتیبانی جنگ
شورای‌عالی پشتیبانی جنگ: در زمان جنگ ایران و عراق که در سال ۱۳۵۹ با حمله عراق به ایران آغاز شد. برای هماهنگی و رسیدگی به وضعیت پشتیبانی جبهه‌ها و تأمین و تدارک نیروها در سال ۱۳۶۶ تأسیس شد.

## نحوه و دلیل ایجاد شورا
با توجه به اینکه شورای عالی دفاع به واسطه حجم عملیاتی خود قادر نبود مسئله پشتیبانی جنگ را حل کند در سال ۱۳۶۶ ه‍.ش شورای عالی پشتیبانی جنگ تشکیل شد که رئیس شورا رئیس‌جمهوری بود و دارای اختیارات وسیعی بود. روح‌الله خمینی رهبر انقلاب و فرماندهی کل قوا نمایندگانی را برای عضویت در این شورا منصوب می‌نمود.

## دستور اجرایی
با توجه به اینکه در جنگ ایران و عراق ارتش و سپاه‌پاسداران و بسیج دوشا دوش هم می‌جنگیدند برای هماهنگی بیشتر در زمینه پشتیبانی روح‌الله خمینی رهبر و فرماندهی کل‌قوا طی نامه‌ای به تاریخ ۱۳۶۶/۰۸/۲۱ به همگان فرمان داد تا از دستورهای این شورا پیروی نمایند.

## انتصاب اعضاء
اعضای این شورا توسط رهبرانقلاب روح‌الله خمینی فرماندهی کل قوا انتخاب و معرفی می‌شدند.

## رئیس و اعضاء شورا
ریاست شورا به عهده رئیس‌جمهوری بوده‌است.